# فنوبوکارب
فنوبوکارب (به انگلیسی: Fenobucarb) یک ترکیب شیمیایی است. شکل ظاهری این ترکیب، مایع زرد کمرنگ یا قرمز کمرنگ است.